# Nora Subschinski
Nora Subschinski (Berlino, 5 giugno 1988) è una tuffatrice tedesca.

## Palmarès
- Mondiali

Melbourne 2007: bronzo nella piattaforma 10 m sincro
Shanghai 2011: bronzo nella piattaforma 10 m sincro
- Europei di nuoto/tuffi

Eindhoven 2012: bronzo nella piattaforma 10 m sincro
Berlino 2014: argento nel trampolino 3 m e bronzo nel trampolino 3 m sincro